# Dir
Dir är en av de fyra största klanerna i Somalia, tillsammans med Hawiye, Darod och Rahanweyn. Dir finns också representerade i delar av Etiopien och Djibouti. Dir har en lång historia som kan spåras tillbaka till antiken, då klanen ansågs vara en av de första nu existerande klanerna att bosätta sig i regionen.
Dir är en av de tre klaner som tillhör isaaq-klanförbundet, tillsammans med Isaaq och Gadabuursi. Klanen är uppdelad i olika underklaner, var och en med sin egen historia och kultur. Somalier som tillhör Dir-klanen är vanligtvis nomader som lever av att hålla kor, getter och får.
I modern tid har Dir varit inblandad i olika politiska och militära konflikter inklusive Inbördeskriget i Somalia och konflikten med Al-Shabaab. Klanen har också spelat en viktig roll i den somaliska politiken, med en mängd betydande politiker och ledare som härstammar från Dir, exempelvis Dahir Riyale Kahin och Hassan Gouled Aptidon.
Trots de utmaningar och konflikter som klanen har stått inför, har Dir också en rik och mångfaldig kultur med en mängd olika traditioner och riter. Klanen har också en lång historia av handel och samarbete med andra klaner och grupper i regionen.